# Haworthia marumiana
Haworthia marumiana là một loài thực vật có hoa trong họ Măng tây. Loài này được Uitewaal mô tả khoa học đầu tiên năm 1940.